# 齊利馬河
65°26′36″N 52°05′45″E / 65.44333°N 52.09583°E
齊利馬河是俄羅斯的河流，由阿爾漢格爾斯克州和科密共和國負責管轄，屬於伯朝拉河的左支流，河道全長374公里，流域面積約21,500平方公里，發源自季曼嶺。